# Cantina de Mos Eisley

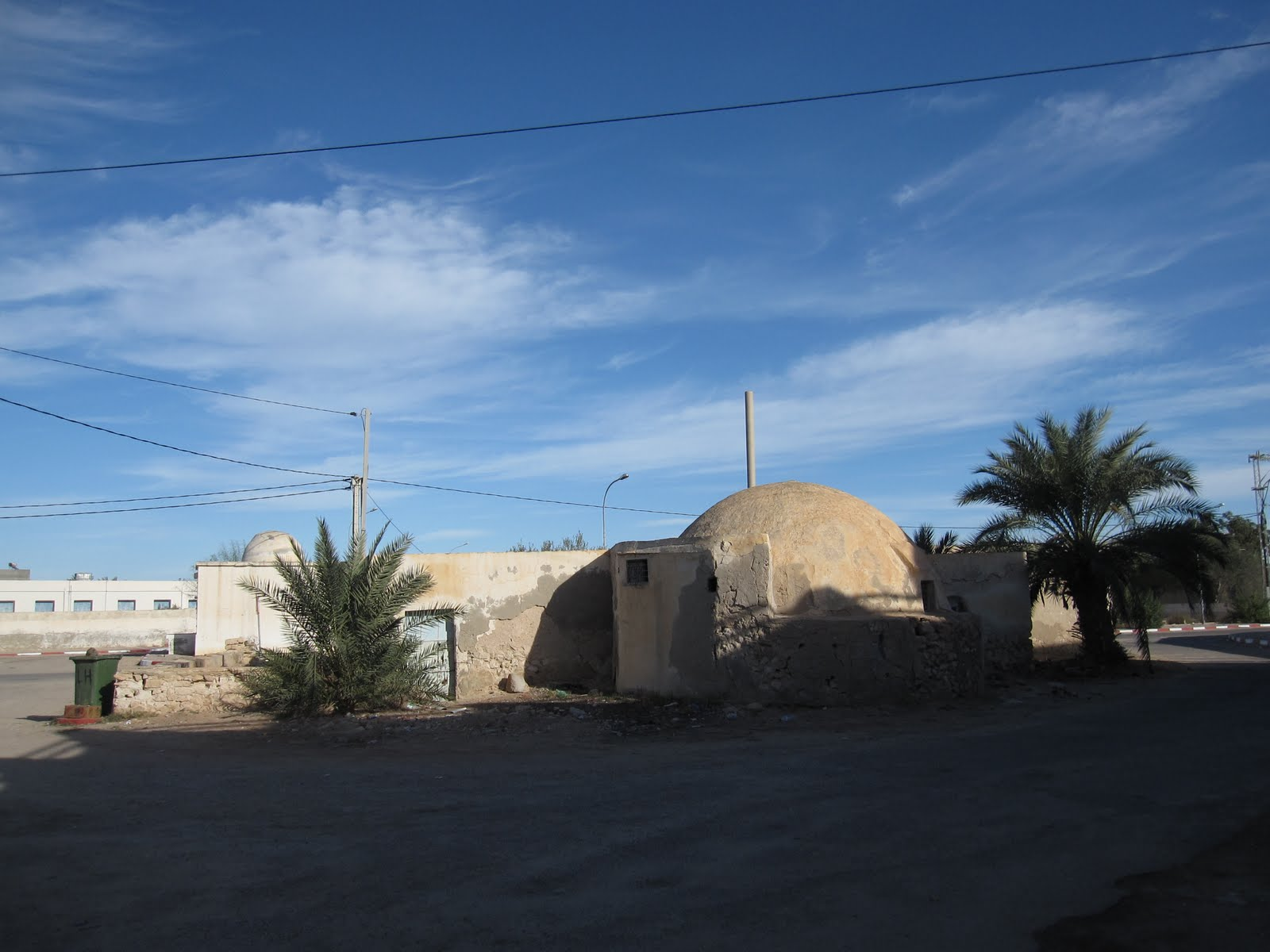
Vista de la cantina de Mos Eisley.

La Cantina Espaciopuerto de Chalmun, popularmente conocida como la Cantina de Mos Eisley, es un establecimiento ficticio de la saga fílmica Star Wars. Dentro de la historia, se encuentra localizado en la ciudad portuaria de Mos Eisley en el planeta Tatooine, y destaca por la pésima reputación de su clientela, siendo frecuentado por piratas, contrabandistas, sicarios y otros personajes fuera de la ley de todas las razas de la galaxia.
Su interior se encuentra cargado y poco iluminado, y cuenta con una barra de bar y varias mesas, así como una pista musical desde la que ameniza las veladas una banda de biths llamada "Figrin D'an y los Nodos Modales". Aunque la presencia de droides está prohibida en la cantina, la entrada de armas entre los clientes no está regulada, y ello, combinado con la naturaleza volátil de sus portadores, hace que los altercados violentos sean tan frecuentes que la concurrencia no les dedique más que unos momentos de atención.
Los decorados para el exterior de la cantina fueron filmados en la ciudad de Ajim, en Túnez, mientras que su interior fue rodado en los estudios Elstree de Londres.[cita requerida]
El lugar es introducido en Una nueva esperanza, donde Luke Skywalker y Obi-Wan Kenobi entran en ella en busca de un piloto que los lleve a Alderaan. Entre el exótico conjunto de clientes conocen a Han Solo y Chewbacca, quienes acceden a llevarles en su nave Halcón Milenario, no sin Solo protagonizando antes un tiroteo en una de las mesas en el que resulta muerto el cazarrecompensas Greedo.
Esta cantina era propiedad de un wookiee llamado Chalmun. Era ambientada por la música en vivo de la banda de Figrin D'an (en realidad, era música compuestas por John Williams, al igual que el resto de la banda sonora, pero en un registro muy distinto, más influido por el jazz que por la música sinfónica). En la barra, Wuher servía exóticos tragos, que podían en un segundo matar a una especie o llevar al éxtasis a otra.